# Kontroverza Gejmergejt
Gejmergejt kontroverza (originalno nazvana Gamergate, ili sa heštagom #gamergate) je termin koji označava kontrovezu u kulturi video igrica koja je nastala u avgustu 2014. godine. Bavi se pitanjima ukorenjenog seksizma i mizoginije u tzv. gejming zajednicama, kao i novinarskom etikom u Internet medijima koji se bave igricama, a posebno konfliktom interesa između gejming novinara i programera.
Ova kontroverza je došla u žižu javnosti usled uporne kampanje uznemiravanja kojoj je programerka igrica Zoe Kvin bila podvrgnuta nakon što je njen bivši dečko objavio nekolicinu optužbi na svom blogu tokom avgusta 2014. godine, uključujući i to je imala "romantičnu vezu" sa Kotaku novinarom, što je dovelo do pomisli da je ta veza izazvala pozitivno medijsko izveštavanje o njenoj igrici. Iako se ova tvrdnja pokazala kao neistinita, optužbe na račun novinarske etike su nastavile da rastu, zajedno sa optužbama za uznemiravanje i mizoginiju. Ostale teme debate uključuju i promene i/ili pretnje ka gejmerskom identitetu kao rezultat tekućeg sazrevanja i diverzifikacije industrije video igrica.
Rastuća popularnost medijuma, kao i sve veći naglasak na igrice kao na potencijalnu umetničku formu, doveli su do srazmernog fokusa na društvenu kritiku unutar medija koji izveštavaju o video igricama. Ovaj preokret zahtevao je menjanje gledišta prema kome tradicionalni igrači na igrice gledaju kao na puku zabavu. Sa druge strane, ovaj preokret je često bio izražavan u formi pojedinačnih uznemiravanja žena koje pripadaju ovoj industriji, pre nego u obliku konstruktivnog društvenog dijaloga.